# Discurso de despedida de Barack Obama
El discurso de despedida de Barack Obama fue el último discurso público de Barack Obama como 44.º presidente de los Estados Unidos, pronunciado el 10 de enero de 2017 a las 9:00 p. m. EST. El discurso de despedida fue transmitido por varias estaciones de televisión y radio y transmitido en vivo por internet por la Casa Blanca. Se estima que 24 millones de personas vieron el discurso en directo por televisión.

## Antecedentes
Obama sirvió durante sus dos mandatos como el 44.º presidente de los Estados Unidos, primero ganando las elecciones presidenciales de 2008 contra el candidato republicano John McCain y luego ganando las elecciones presidenciales de 2012 contra el candidato republicano Mitt Romney. Obama fue el primer afroestadounidense en ocupar el cargo de presidente de los Estados Unidos. Durante su presidencia, su administración abordó la crisis financiera de 2007-2008 (incluido un importante paquete de estímulo), supervisó la aprobación e implementación de la Ley de Protección al Paciente y Atención Médica Asequible, extendió parcialmente los recortes de impuestos de Bush, tomó medidas ejecutivas sobre la reforma migratoria y tomó medidas para combatir el cambio climático y las emisiones de carbono. Obama también autorizó la operación que resultó en la muerte de Osama bin Laden, firmó el tratado START III con Rusia, firmó el Acuerdo de París y negoció acercamientos con Irán y Cuba. Los demócratas controlaron ambas cámaras del Congreso hasta que los republicanos obtuvieron la mayoría en la Cámara de Representantes en las elecciones de 2010. Los republicanos tomaron el control del Senado después de las elecciones de 2014, y Obama continuó luchando con los republicanos del Congreso sobre el gasto gubernamental, la inmigración, las nominaciones judiciales y otros temas.
En las elecciones presidenciales de 2016, Obama no fue elegible para buscar la reelección para un tercer mandato debido a las restricciones de la Vigesimosegunda Enmienda. En junio de 2016, Obama respaldó a su ex secretaria de Estado, Hillary Clinton, para sucederlo como presidente. El 27 de julio se dirigió a la Convención Nacional Demócrata de 2016 en apoyo de Clinton como candidata del Partido Demócrata, y continuó haciendo campaña por ella durante toda la temporada de campaña de las elecciones generales de 2016. Sin embargo, Hillary Clinton perdería inesperadamente las elecciones generales ante el candidato republicano Donald Trump el 8 de noviembre, después de no recibir suficientes votos en el Colegio Electoral, a pesar de recibir una pluralidad del voto popular nacional. Una vez que Trump asumió el cargo el 20 de enero de 2017, el Partido Demócrata perdería el control de la presidencia además de quedarse sin mayoría en la Cámara de Representantes y el Senado. El partido también tenía una minoría de escaños en la legislatura estatal y en gobernaciones. Los índices de aprobación del presidente Obama eran casi del 60 por ciento en el momento de su discurso de despedida.

## Evento
Rompiendo con la tradición reciente, el presidente Obama no pronunció su discurso de despedida en la Casa Blanca. En cambio, pronunció el discurso en el centro de convenciones McCormick Place en su ciudad natal de Chicago, a menos de 4 millas (6,4 km) de Grant Park, donde pronunció su discurso de victoria electoral en 2008. McCormick Place también fue el mismo lugar donde Obama pronunció su discurso de victoria en la reelección de 2012. El evento estuvo abierto al público y se distribuyeron entradas gratuitas por orden de llegada el 7 de enero.

## Composición

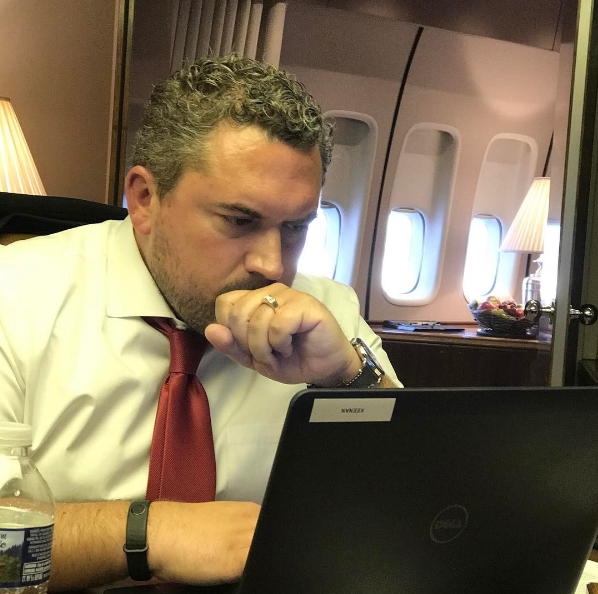
Keenan revisa el discurso de despedida de Obama por última vez a bordo del Air Force One camino a Chicago.

El 2 de enero de 2017, el presidente Obama publicó una entrada en el blog de la Casa Blanca en la que anunciaba públicamente que pronunciaría su discurso de despedida en su ciudad natal, Chicago, y afirmó que «apenas estaba empezando» a escribir sus comentarios y que estaba «pensando en ellos como una oportunidad para decir gracias por este increíble viaje, para celebrar las formas en que han cambiado este país para mejor durante estos últimos ocho años y para ofrecer algunas ideas sobre hacia dónde vamos todos a partir de aquí».
El discurso de despedida fue escrito por el presidente Obama, quien dictó pasajes a Cody Keenan, director de redacción de discursos de la Casa Blanca. El presidente y Keenan revisaron al menos cuatro borradores del discurso. El exrredactor de discursos de la Casa Blanca Jon Favreau y el ex-consejero superior David Axelrod también contribuyeron al proceso de redacción.

## Resumen

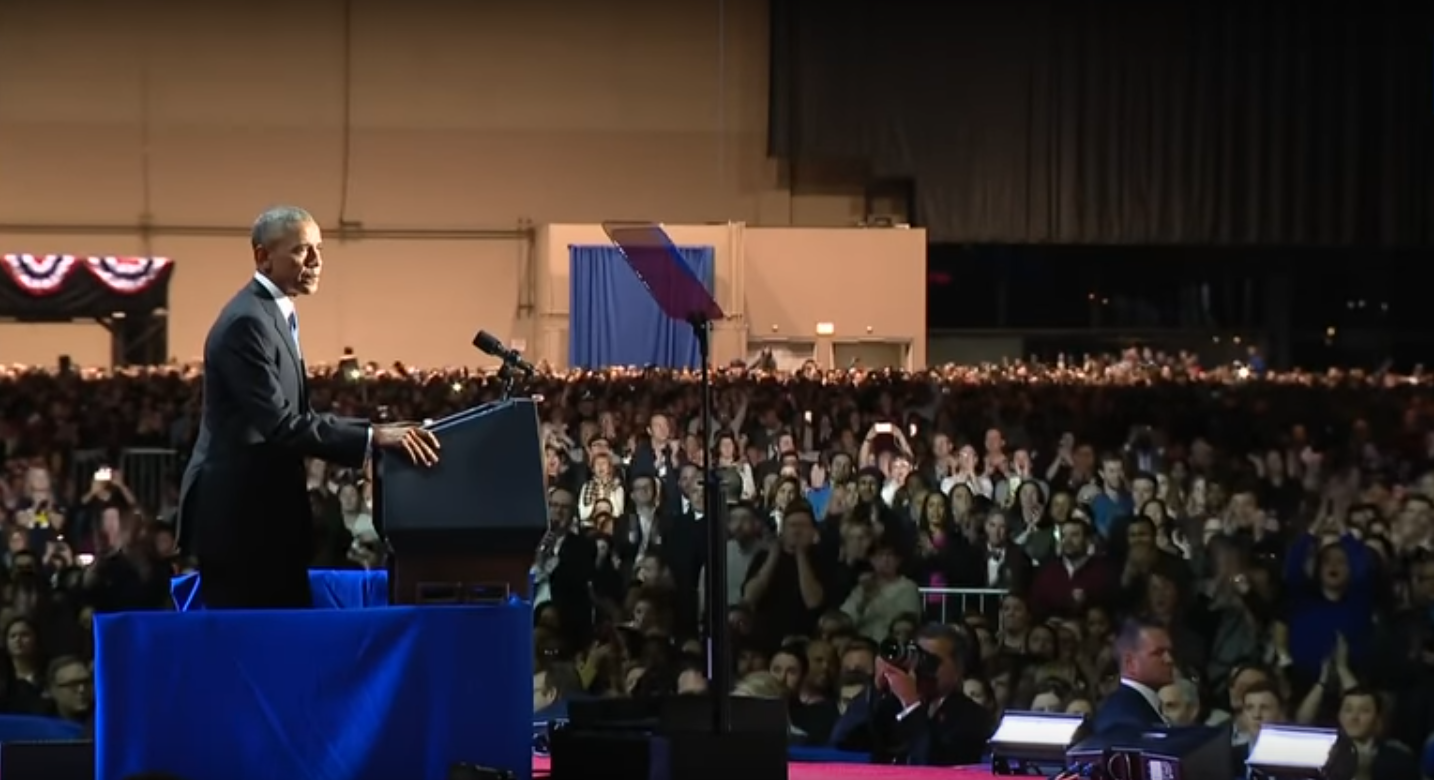
Obama pronuncia el discurso.

Durante su discurso, Obama se refirió a los avances logrados durante su presidencia, como revertir la Gran Recesión en los Estados Unidos, crear muchos nuevos empleos, cerrar el programa de armas nucleares de Irán y lograr el matrimonio igualitario. Obama sugirió que quien esté frustrado con los funcionarios electos de su estado debería postularse para un cargo. Además, habló sobre los valores que la primera dama Michelle Obama y sus hijas tienen para él y para la nación. Obama también abordó las divisiones de clase y las tensiones raciales tras la sorpresiva victoria de Trump: If every economic issue is framed as a struggle between a hard-working white middle class and undeserving minorities, then workers of all shades will be left fighting for scraps while the wealthy withdraw further into their private enclaves («Si cada asunto económico se enmarca como una lucha entre una clase media blanca trabajadora y minorías que no lo merecen, entonces los trabajadores de todos los matices se quedarán luchando por las migajas mientras los ricos se retiran aún más a sus enclaves privados»). El presidente señaló que los estadounidenses de ambos partidos le estaban haciendo un flaco favor al país al suscribir hechos que se ajustan a su sesgo de confirmación.
En el desenlace, Obama repitió una vez más el lema de su campaña presidencial de 2008: Yes we can. Yes we did, yes we can. Thank you, God bless you. May God continue to bless the United States of America. Thank you. («Sí podemos . Sí lo hicimos, sí podemos. Gracias, Dios los bendiga. Que Dios continúe bendiciendo a los Estados Unidos de América. Gracias»).